# Кайоло
Кайо́ло (итал. Caiolo) — коммуна в Италии, в провинции Сондрио области Ломбардия.
Население составляет 956 человек (2008 г.), плотность населения составляет 29 чел./км². Занимает площадь 33 км². Почтовый индекс — 23010. Телефонный код — 0342.
Покровителем коммуны почитается святой Виктор Мавр, празднование 8 мая.

## Демография
Динамика населения:

## Администрация коммуны
- Официальный сайт: http://www.comune.caiolo.so.it